# Tizenkét tű hegység

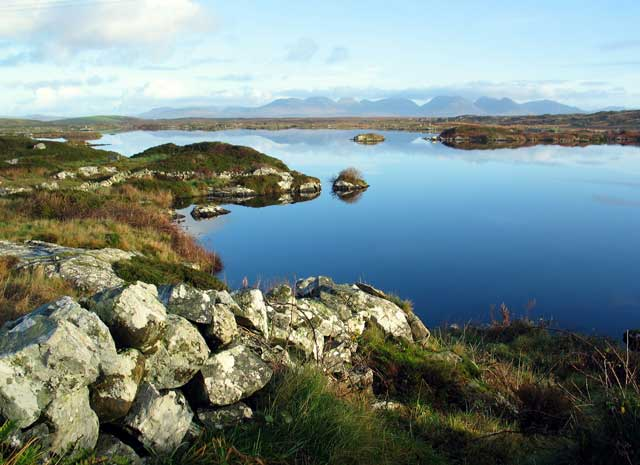
A tizenkettek távolról

A Tizenkét tű-hegység (angolul Twelve Bens vagy Twelve Pins, írül Na Beanna Beola) látványos hegycsoport az Ír Köztársaságban, Galway megye Connemara régiójában.
A hegyek magassága maximum 730 méter (Benbaun csúcs). Gyakorlott hegyfutók mind a 12 csúcsot egy hosszú nap alatt bejárják (a szép kilátás ellenére nem nagy az ide kirándulók száma). A külön álló Gleann Eidhneach (Glen Inagh) kapcsolja össze a Maumturk-hegységgel.

## Kylemore apátság

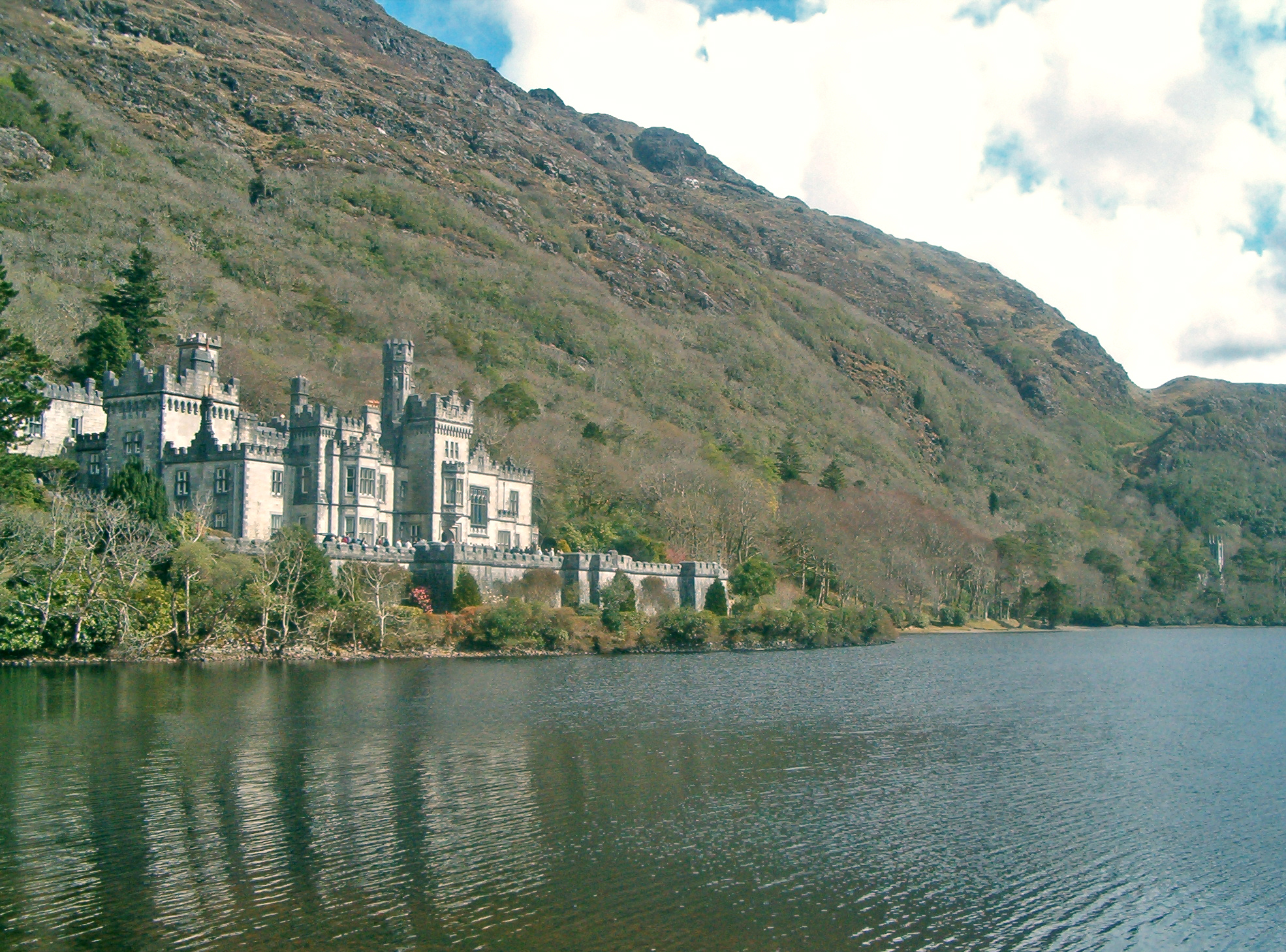
A Kylemore apátság

A hegyek lábainál található a Connemara Nemzeti Park különleges állat- és növényvilágú lápvidéke és a Kylemore-tó partján a legrégebbi ír bencés apátság és a megye egyik legfontosabb építészeti nevezetessége, a neogótikus-romantikus várkastély, amelyet Mitchell Henry manchesteri mágnás (1826 – 1911) építtetett a feleségének 1867 és 1871 között, de az asszony és lánya halála után eladta. (Ma leányiskola, korhű bútorokkal berendezett, meglátogatható szobákkal, Europa Nostra-díjas botanikus kerttel és a neogótikus Norwichi katedrális kicsinyített másával).

## Csúcsai

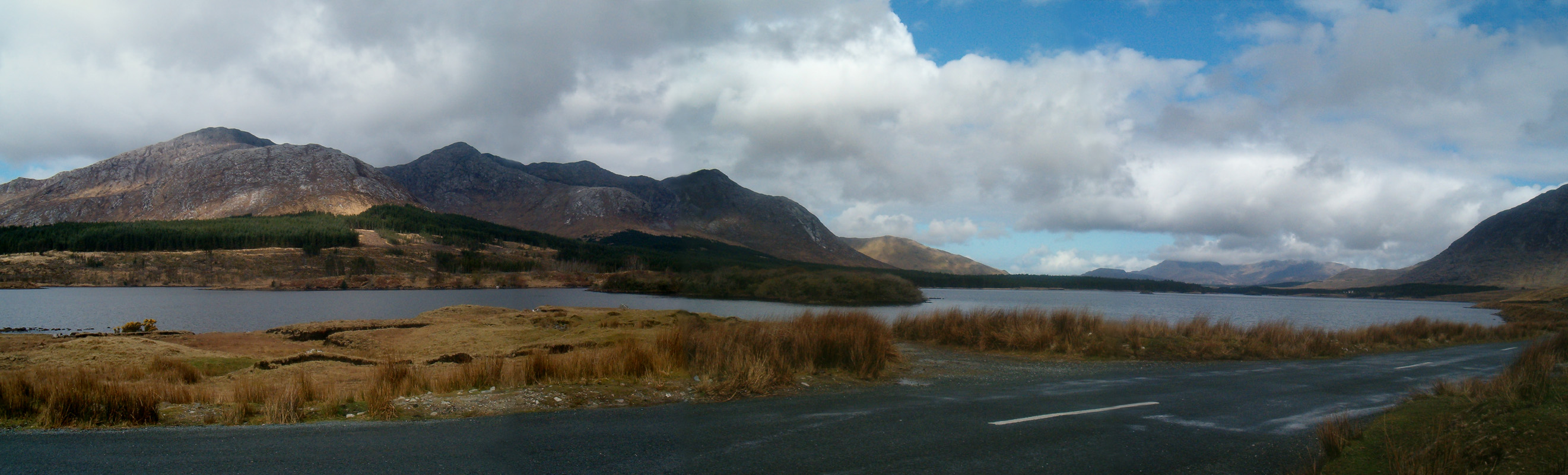
A Twelve Bens látképe

Az egyes csúcsokra általában ír nevüket használják, az angol nevekre többnyire nem alakult ki tartós közmegegyezés. A hegymászó szakkönyvek 12 helyett 22 csúcsról tudnak. A csúcsok (zárójelben az angol névvel):
- Binn Bhán (Benbaun) 729 m
- Binn Chorr vagy Binn an Choire Mhóir, "a nagy lapály csúcsa" (Bencorr) 711 m
- Binn Dubh (Bencollaghduff, "a fekete kormoránok hegye") 696 m
- Binn Bhraoin (Benbreen) 680 m
- Binn Doire Chláir (Derryclare) 677 m
- Binn Gabhar, a "kecskék csúcsa" (Glengower – téves név) 664 m
- Meacanach, Muiceanach vagy Meacanacht, "disznóhátszerű hegy" (Muckanaght) 654 m
- Binn Fraoigh (Benfree, vagy Luggatarriff, "a bika mélyedése") 638 m
- An Chailleach (Bencullagh) 632 m – nevét a Chailleach an Clocháin néven a 19. században híressé vált "clifdeni boszorkányról" kapta
- Binn Breac (Benbrack) 582 m
- Binn Leitrí, "nedves hegyoldalak" (Benlettery), vagy Binn Dúghlais, "a fekete patak csúcsa" (Bendouglas) 577 m
- Binn Glean Uisce, a "víz völgye" (Benglenisky) 516 m

### Külső hivatkozások
- Írországi Hegymászó Tanács (angol nyelvű honlap) *Fotók Archiválva 2007. február 23-i dátummal a Wayback Machine-ben
- Kylemore apátság és kert, magyar nyelvű leírás és fotók